# تريسي إل. كروس
تريسي إل. كروس (بالإنجليزية: Tracy L. Cross)‏ هو عالم نفس أمريكي، ولد في 25 يونيو 1958 في تينيسي في الولايات المتحدة.